# Encore un matin
Singles de Jean-Jacques Goldman
Envole-moi
(1984) Long Is the Road (Américain)
(1984)
Pistes de Positif
Je chante pour ça Long Is the Road (Américain)
Encore un matin est une chanson de Jean-Jacques Goldman, sortie en 1984 sur l'album Positif, dont il est le second extrait à paraître en single en mai de la même année . Encore un matin s'est vendu à plus de 300 000 exemplaires.

## Liste des titres
| A. | Encore un matin | 3:42 |
| B. | Petite Fille    | 4:28 |

| A. | Encore un matin (remixé par J.P. Janiaud) | 5:17 |
| B. | Petite Fille                              | 4:28 |

## Classements
| Classement (1984)             | Meilleure place |
| ----------------------------- | --------------- |
| Europe (European Hot 100)     | 63              |
| France (IFOP)                 | 8               |
| France (Radios périphériques) | 9               |
| France (Radios FM)            | 9               |

| Classement (1984) | Position |
| ----------------- | -------- |
| France (SNEP)     | 52       |

## Reprise
En 2012, la chanson est reprise dans l'album Génération Goldman, avec une interprétation de Zaho.